# Paul Scheerbart
Paul Karl Wilhelm Scheerbart (Danzig, 8 de enero de 1863 - Berlín, 15 de octubre de 1915) fue un escritor alemán, autor de literatura y dibujos de corte fantástico. Publicó también con el seudónimo Kuno Küfer y Bruno Küfer. 

## Biografía
Comenzó sus estudios de filosofía y de historia del arte en 1885. En 1887 trabajó como poeta en Berlín y trató de inventar máquinas de móvil perpetuo. En 1892 fue uno de los cofundadores de la Verlag deutscher Phantasten (Editores alemanes de Fantasía). En ese momento se encontraba en dificultades financieras. Después de escribir en diferentes publicaciones produjo su primera novela, Die große Revolution (La Gran Revolución), que fue publicada por la Insel-Verlag. 
Su obra más conocida es el ensayo Arquitectura de cristal (Glasarchitektur, 1914), que influyó en la arquitectura expresionista. En esa obra atacó el funcionalismo por su falta de artisticidad y defendió la sustitución del ladrillo por el cristal. Su teoría fue puesta en práctica por Bruno Taut en el Pabellón de Cristal de la Exposición de la Deutscher Werkbund de Colonia de 1914.

## Obra

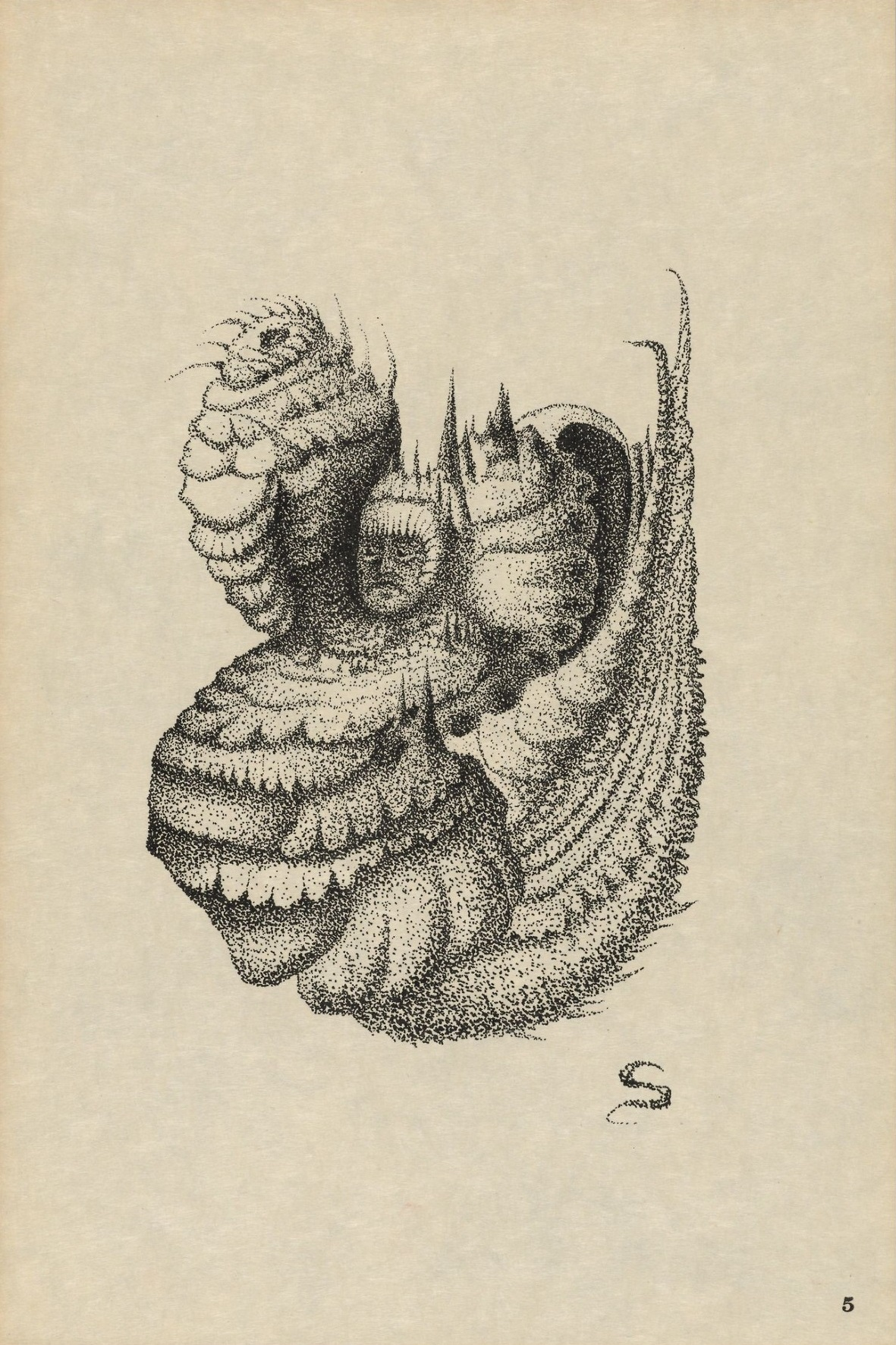
From Jenseits-Galeri, 1907

- 1889 Das Paradies. Die Heimat der Kunst
- 1893 Ja... was... möchten wir nicht Alles!
- 1897 Ich liebe Dich!
- 1897 Tarub, Bagdads berühmte Köchin
- 1897 Der Tod der Barmekiden
- 1898 Na prost!
- 1900 Die wilde Jagd
- 1901 Rakkóx der Billionär
- 1901 Die Seeschlange
- 1902 Die große Revolution
- 1902 Immer mutig!
- 1902 Liwûna und Kaidôh
- 1902 Weltglanz
- 1903 Kometentanz
- 1903 Der Aufgang zur Sonne
- 1904 Der Kaiser von Utopia
- 1904 Machtspäße
- 1904 Revolutionäre Theater-Bibliothek
- 1906 Münchhausen und Clarissa
- 1907 Jenseits-Galeri
- 1909 Die Entwicklung des Luftmilitarismus und die Auflösung der europäischen Land-Heere, Festungen und Seeflotten
- 1909 Kater-Poesie
- 1910 Das Perpetuum mobile
- 1912 Das große Licht
- 1912 Flora Mohr
- 1913 Lesabéndio
- 1914 Das graue Tuch und zehn Prozent Weiß
- 1914 Glasarchitektur
- 1921 Von Zimmer zu Zimmer

## Galería

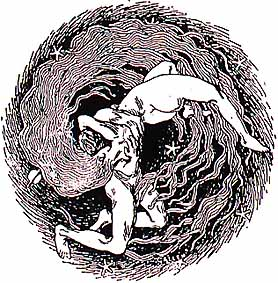
(1895)
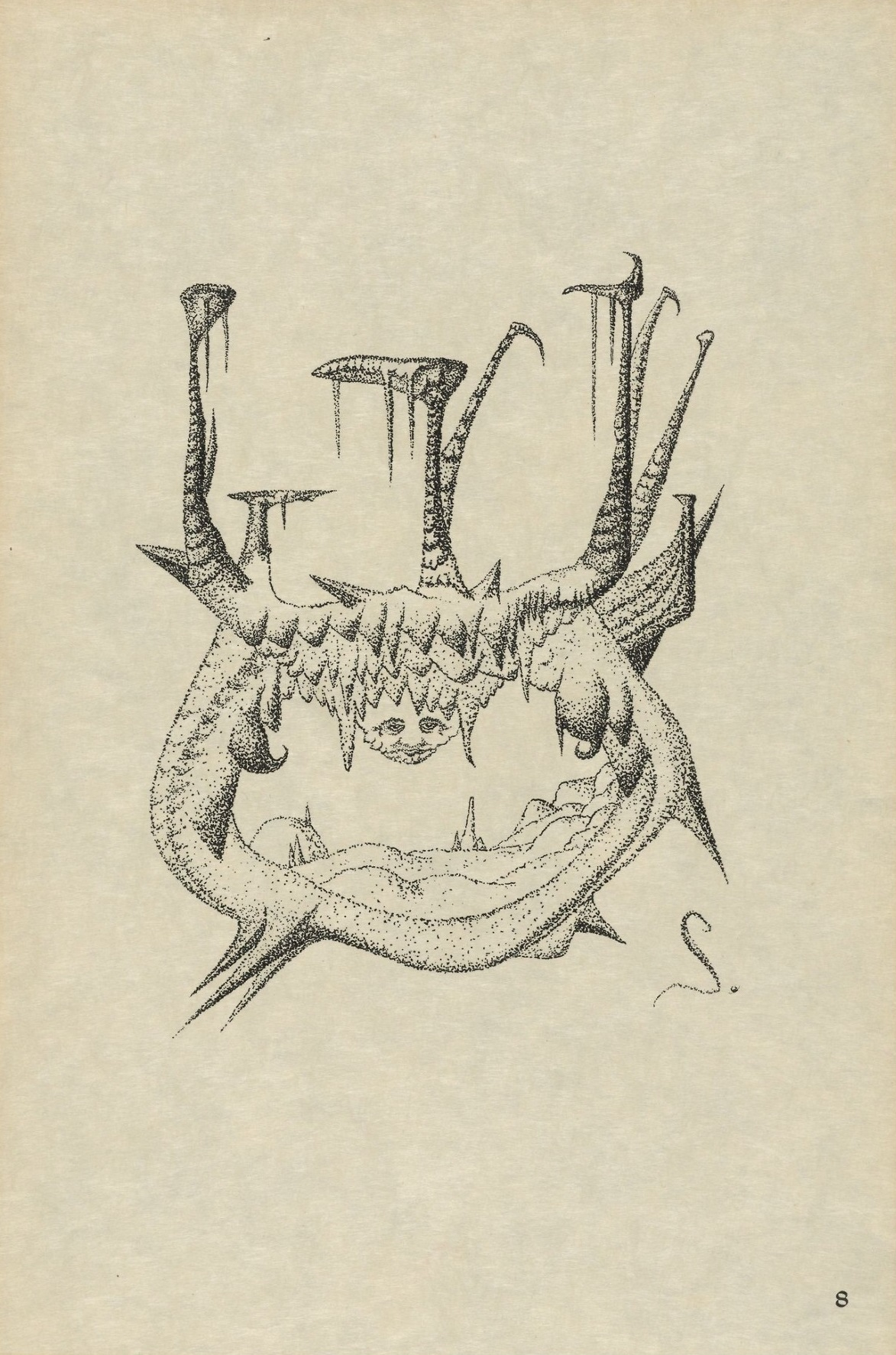
(1907)
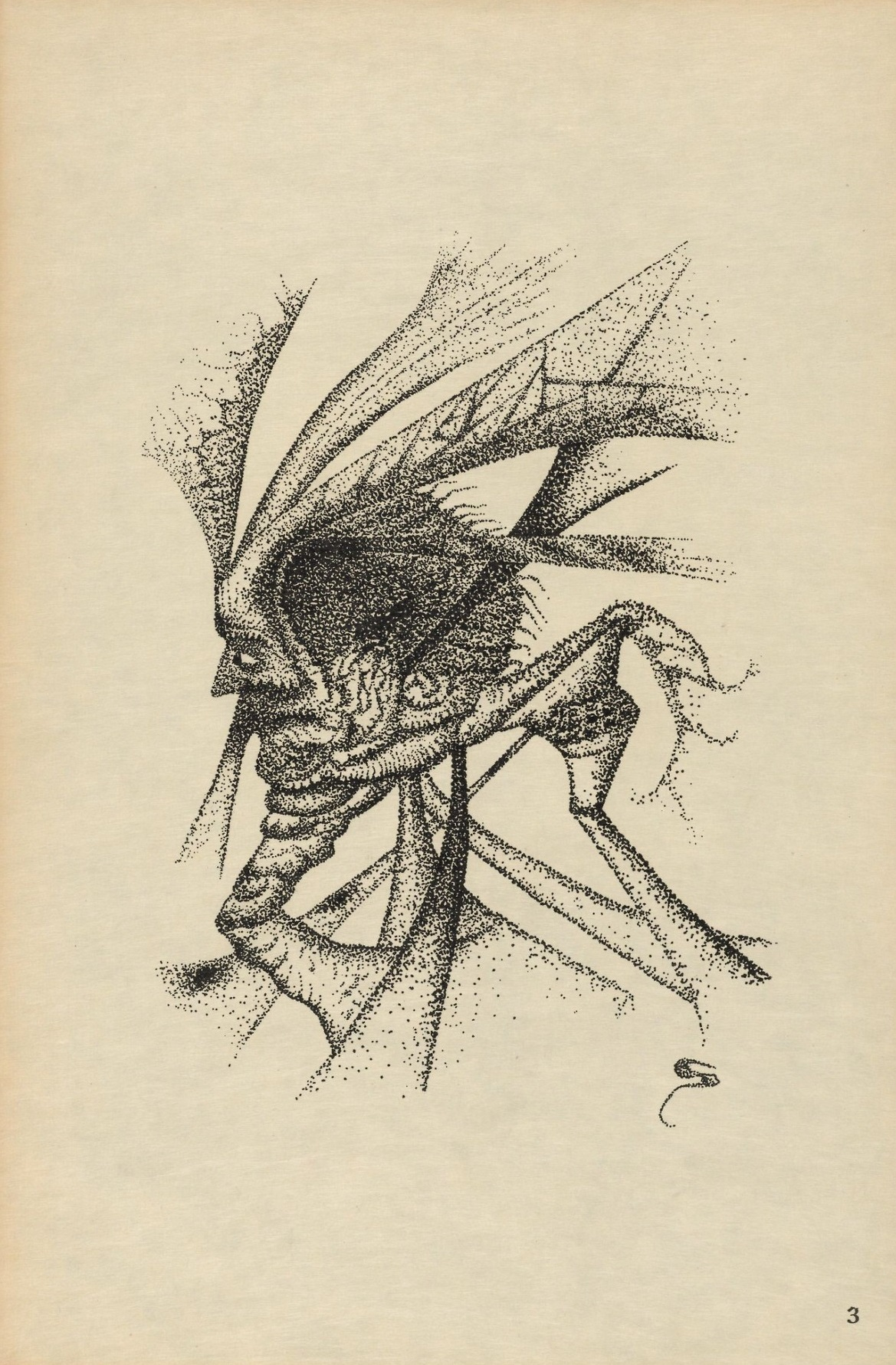
(1907)
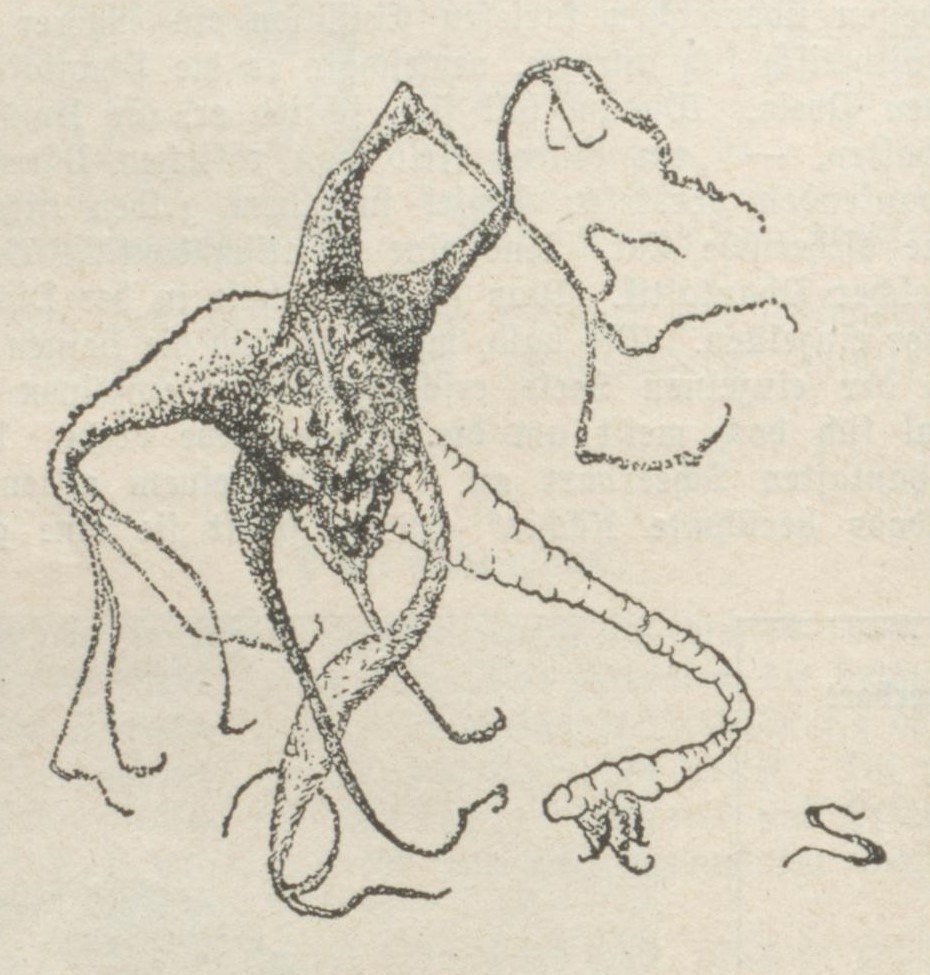
(1908)